# Beweinkaufung
Beweinkaufung ist ein in Teilen von Niedersachsen gebräuchlicher Begriff für die Verlängerung des Nutzungsrechtes einer Familiengrabstätte mit mehreren Grabstellen, d. h. für sogenannte Erbbegräbnisse. Verwendet wurde er früher auch für die Verlängerung von Kirchenstuhlrechten.
Der zu Grunde liegende Begriff Weinkauf beschrieb im Mittelalter bei Rechtsvorgängen (also nicht nur beim Kauf) einerseits die Bezahlung der an dem Rechtsakt Beteiligten und die Zufriedenstellung der Anwesenden, andererseits die Bezahlung des durch den Rechtsakt erworbenen Rechtstitels.
Die Beweinkaufung wurde früher im Abstand von einigen Jahrzehnten vorgenommen, gegenwärtig (Stand: 2010) im Falle einer Bestattung auf der Familiengrabstätte oder bei Ablauf der Ruhefrist, wenn eine Verlängerung des Nutzungsrechtes gewünscht wird und möglich ist.
Spezifische Fundorte des Ausdrucks sind die Friedhöfe in Adensen, Wülfingen, Ottersberg, Otterstedt, Samtgemeinde Bothel, und Verden (Aller).

## Etymologie
Weinkauf
weinkauf, m. mhd. wînkouf, mhd. nd. wînkôp, mnl. wijncoop, nnl. wijnkoop, dän. viinkjøb, schweiz. wîchauf, els. winkauf, schwäb. weikaof und -gof, fränk. winkoff, oberhess. wenngoff und -guff, thür. wînkef, wald. wînkaup, altmärk. wînkôp.
Das Wort Weinkauf hatte zwei Bedeutungen, die durch die Verbindung der beiden Silben wein und kauf kenntlich gemacht wurden. Weinkauf beschrieb im Mittelalter bei Rechtsakten (also nicht nur beim Kauf) einerseits die Bezahlung der an dem Rechtsakt Beteiligten und die Zufriedenstellung der Anwesenden, andererseits die Bezahlung des durch den Rechtsakt erworbenen Rechtstitels. Die Bezahlung der am Rechtsakt Beteiligten geschah ursprünglich durch Naturalien, nämlich Wein oder Bier, oft auch durch eine zusätzliche Mahlzeit. Die mittelalterliche Rechtsvorstellung ist heute oft noch im Brauchtum erkennbar: eine Vermählung ist verbunden mit einer Hochzeitsfeier, ein Begräbnis mit einem Leichenschmaus, ein Hausbau mit einem Richtfest. Im späteren Verlauf geschah die Bezahlung der an dem Rechtsakt Beteiligten durch ein finanzielles Entgelt (beispielsweise Trinkgeld, Honorar usw.) und die Zufriedenstellung der Anwesenden beispielsweise durch eine Lokalrunde.
beweinkaufen
beweinkaufen, mnl. bewijncopen: Durch Weinkauf einen Vertrag bestätigen, ein erledigtes Erbe mit voller Hand beweinkaufen. Das Wort beweinkaufen ist seit 1552 nachgewiesen.
Verwandte Begriffe sind
- Beweinkaufung (Weinkauf bei Besitzwechsel).
- beweinen mhd. bewînen, bewienen; afries. bi-, beweinia, -waynia (sich oder einen Tisch mit Wein versehen, sich betrinken, die gerichtliche Weingebühr entrichten).
- beweinkäuftigen (den Weinkauf bei Besitzwechsel zahlen).